# 落合東堤
落合 東堤（おちあい とうてい、寛延2年1月1日（西暦1749年2月17日）-天保12年8月15日（西暦1841年9月29日）は、江戸時代中期から後期にかけて出羽国久保田藩で活躍した在野の儒学者。山崎闇斎の学統を受け継ぐ朱子学者であるが、国学にも通じていた。名は直養、字は季剛、通称は文六。

## 略歴
出羽国平鹿郡角間川邑（秋田県大仙市）で郷士の家の三男に生まれ、朱子学者の中山菁莪に師事した。久保田藩の藩校明徳館の教授として招かれたこともあったが、これをことわり、「守拙亭」と称する私塾を故郷角間川にひらいて士族・庶民の別なく儒学を講じた。学識・人格ともに優れ、藩内でも有名な学者として知られた東堤であったが、川港として繁栄する角間川地域の風紀粛正につとめ、壮年以降に修得した医術によって、貪富の別なく地域医療にあたったため「角間川聖人」とよばれ、士民から慕われた。また、稲の耐冷品種の普及にも功があった。93歳で死去するまで253冊もの著作をおこなっている。主著に『東堤随筆』『四書講義』がある。天明の大飢饉の際には久保田藩により飢饉対策を求められ、天明6年（1786年）『落合東堤上書』を具申した。墓所は、角間川町東中上町の喜福院（真言宗）に所在する。
生家のある大仙市角間川下中町には、生地であることを案内する標柱が立っている。